# Magija
Magija (magika, vračanje ili čaranje) je mistična vještina kojom se pomoću manipulacije sviješću i autosugestijom nastoji postići određene rezultate i steći natprirodne moći i sposobnosti, služeći se za tu svrhu uspostavljenim ritualima. Magijska praksa dotiče se i drugih ideoloških sustava poput religije, misticizma, okultizma, a dotiče se i saznanja iz znanosti kao što je psihologija.
Muška osoba koja se bavi magijom naziva se čarobnjak, vještac ili vrač, a ženska vještica, čarobnica ili vračara.

## Etimologija
Riječ „magija” ima korijene u grčkoj riječi mágos (μάγος), u pluralu mágoi, koja je označavala iranske religijske stručnjake (magi). Grčka riječ mágos prvi put se spominje u 6. stoljeću prije Krista.
Od grčkog pridjeva magikos (μαγικός) nastao je latinski izraz magicus, koji je dalje ušao u mnoge europske jezike.

## Podijela magije

### Bijela i crna magija
Premda veći broj praktičara otklanja sljedeću podjelu, uvriježena je podjela na tzv. bijelu i crnu magiju. Bijela magija još se naziva desnim putem, a crna lijevim.
Bijela magija predstavlja dobru magiju kojoj je svrha pomoći, izliječiti i savjetovati. Tu se ubrajaju predviđanja sudbine (astrologija, hiromancija, tarot, kristalomancija, geomancija i sl.).
Crna magija predstavlja zlu magiju kojoj je cilj nauditi drugome ili na natprirodan način postići nekakvu korist. Povezuje ju se s teističkim sotonizmom, demonopoklonstvom, vješticama i čarobnjacima.

### Četiri kategorije magijske prakse
Magijska praksa može se podijeliti u četiri grupe. Prva je simpatetična magija kojom se uz pomoć simbola koji oponaša željeni predmet ili osobu nastoji ispuniti nekakva želja. Može sadržavati elemente crne magije ako se zlorabi da bi se neka osoba povrijedila.
Drugu grupu čini proricanje pri čemu se koriste razne metode (rune, bacanje žira, gledanje iz taloga kave, hiromantija...).
Treća grupa sadrži bacanje čini, alkemiju i čarobnjaštvo, dok je za četvrtu grupu karakteristično bacanje uroka.

## Povijest

### Pretpovijest
Magija se javljla veoma rano, već s čovjekovim oblikovanjem prvih spoznaja o svijetu koji ga okružuje. Magija i religija su međuovisne, imaju isto ishodište i nastale su istodobno jedna iz druge. Prema sociologu Gurvitchu, magija je vjera u sile koje čovjek može kontrolirati, dok je religija vjera u sile koje čovjek ne može kontrolirati.
U prvotnim primitivnim društvima javlja se šamanizam, religiozno-magijski sustav kojim posvećena osoba (šaman, vrač) komunicira s duhovima kroz stanja transa izazvanih halucogenim drogama te snovima i vizijama. Osnovna zadaća šamana je liječenje i proricanje, dok je latentna funkcija održavanje kohezije unutar zajednice i rješavanje unutardruštvenih konflikata.

### Stari vijek
U drevnom Egiptu mnogi su svećenici smatrani čarobnjacima. Čarobnjak bi često tijekom čitanja čarolija sa svitaka papirusa uništio figuru od gline koja je prikazivala nekog neprijatelja. Vjerovalo se da je Thoth, bog pisanja i Mjeseca, napisao knjigu čarolija i predao ju ljudima, te se poslije razvila alkemija. To je znanost kojoj su ciljevi bili dobiti kamen mudraca i eliksir mladosti. U doba helenizma, grčki kolonisti u Egiptu poistovjetili su Thotha s Hermesom Trismegistosom.
U Egiptu je magija bila duboko ukorijenjena, jer su obični ljudi štovali bogove i zazivali duhove mrtvih u svojim kućama, na ognjištu. Rođenje djeteta bilo je popraćeno molitvama Besu, bogu magije, koji se veoma razlikuje od svih drugih egipatskih bogova. Amuleti su bili popularni te su ih nosili i živi i mrtvi. Pomoću magije se moglo doprijeti u Duat, svijet mrtvih, pa čak i prevariti bogove.
U drevnoj Perziji djelovali su medijski svećenici (magi) iz religije zoroastrinizma od kojih je nastao kasniji izraz magija.
U antičkoj Grčkoj priređivane su misterije i bakanalije na kojima su se odvijali magijski i mistični obredi. Magija je imala popularnosti i u starom Rimu, gdje je većinom zabilježena kroz magijske obrede, proricanja i trovanja. Prema tradiciji, jedan od najpoznatijih magova toga doba bio je neopitagorejski filozof i prorok Apolonije iz Tijane (2. stoljeće prije Krista).
Utjecaj na razvitak renesansne magije u 16. stoljeću imali su novoplatonistički filozofi iz 2. i 3. stoljeća, Jamblih i Plotin.

### Srednji vijek
Poslije propasti Rimskog Carstva u 5. stoljeću opća civilizacijska razina u Europi znatno je opala što je bilo pogodna za novi polet i razvoj raznih praznovjerja koja su sinkretizirana s kršćanskom vjerom. Novi barbarski narodi proširili su svoja poganska vjerovanja u čarobnjake, vještice i uroke. Nekoliko srednjovjekovnih znanstvenika označeni su kao čarobnjaci u narodnoj legendi, osobito Gerbert d'Aurillac i Albertus Magnus.
Kršćanska Crkva je nastojala iskorijeniti poganska vjerovanja i obrede, videći ih kao prijetnju svom opstanku te je osudila takva vjerovanja i obrede već u prvim stoljećima kršćanstva povezujući ih sa Sotonom i čarobnjaštvom. Kazne za one koji su prakticirali poganske rituale bile su većinom duhovne. Međutim, strah od demonskih sila počeo se širiti od 13. stoljeća pod utjecajem heretičkih pokreta, što je rezultiralo osnivanjem Inkvizicije 1235. godine koja je imala za cilj borbu protiv hereze.
Od 14. stoljeća javljuju se magijski priručnici, grimoriji, u kojima se prenosi tajna magijska praksa. S vremenom magija i srodne vještine poput alkemije i astrologije bivaju povezane s heretičkim vjerovanjima i izazivaju zazor među crkvenim krugovima zbog čega nositelji tajnih znanja dolaze na udar inkvizicije te odlaze u ilegalu.
U kasnom srednjem vijeku počeo se sve više širiti strah od vještica te su mnogi ljudi, posebno žene, mučeni i spaljivani kao vještice pod optužbom da su prodali dušu vragu i dobili moć za nanošenje nesreća ljudima. Rimokatolička crkva je inkvizicijom aktivno pokušala iskorijeniti čarobnjake i vještice svim sredstvima, ali su neka umijeća opstala, poput astrologije i proricanja budućnosti, što se može smatrati vrstom magije koja je aktivna još i danas.

### Renesansa
Razdoblje renesanse prati nagli uspon znanosti i poletnost duha novoga doba. Kako je renesansa imala za cilj obnoviti ideale antike u kulturi, znanosti i društvu, tako je dotadašnji kršćanski aristotelizam zamijenio mistični novoplatonizam kojim se ponovno razbuktalo ezoterijsko i hermetičko učenje među renesansnim misliocima.
U to vrijeme djeluju mnogi istaknuti okultisti, astrolozi, kabalisti i alkemičari poput Agrippe, Nostradamusa, Marsilija Ficina, Paracelsusa, Giambattiste Della Porte, Johna Deeja i drugih.
Intelektualne i duhovne napetosti pojačane su zbog reformacije i protestanata, posebice u Njemačkoj, Engleskoj i Škotskoj. Plemstvo je pokazalo veliko zanimanje za horoskope i praznovjerje u 15. i 16. stoljeću.

### Prosvjetiteljstvo
18. stoljeće obilježio je razvoj empirijske znanosti, građanskog društva i povećani utjecaj države na prosvjetljenje puka. Pod utjecajem kartezijansko-njutnovske doktrine nastoji se racionalno objasniti sve pojave u fizičkom svijetu pa se želi racionalizirati i vjerovanja poput religije. Prosvjetiteljstvo naročito nastoji dokinuti svako praznovjerje pa se obrušava na ostatke takvih vjerovanja, kao i na magiju, alkemiju i slične prakse.
Znanost se predstavlja kao nov smjer koji bi trebao predvoditi ostvarenje novog društva zasnovanog na razumu i iskustvu. Usprkos tome, razdvajanje okultizma od empirijske znanosti teklo je sporo, tako da su se i neki od najvećih prosvjetiteljskih umova bavili okultnim disciplinama, poput Isaaca Newtona, koji je aktivno proučavao alkemiju i astrologiju.

### Magijski preporod u 19. stoljeću
Pojava knjige Magus 1801. godine engleskog autora Francisa Barretta dovela je do obnove zanimanja za magiju i okultno u 19. stoljeću.
Magijski preporod koincidirao je s romantizmom u književnosti. Racionalizam i tehnicizam novoga doba, kao i zahuktala industrijska revolucija teško se dojmila čovjeka koji bježi u mistične krajolike i davne svjetove. To je stvorilo pogodno tlo za širenje okultizma, koji je popularizirao znameniti francuski okultist Eliphas Levi. Na njegovom učenju osnovana su brojna okultna drušva (Zlatna zora, O.T.O i dr.) i pokreti (teozofija), a njegov rad slijedili su i kasniji okultisti i magovi poput Aleistera Crowleyja i S. L. MacGregora Mathersa.

## Magija danas
Još i danas se ponegdje, primjerice u sektama štuje neopoganstvo, štovanje prirode i Majke Zemlje, što je bilo omiljeno u drevnim vremenima. Tako se štuje Geja, grčka Majka Zemlja. U neopoganizmu veliku ulogu ima magija. Još su uvijek, posebno u društveno nerazvijenijim sredinama i onima pogođenima ratovima, raširene prakse gatanja iz tarot karata, taloga čaja ili kave u šalicama, vršenje molibdomancije, itd.

## Magijska literatura
- Picatrix (arap. Ghayat al-Hakim), 12. stoljeće
- Liber Juratus (ili Liber sacer), 13. stoljeće
- Libellus Magicus (Verus Jesuitarum Libellus), Pariz, 1508.
- Grimorium Verum, Memphis, 1517.
- De occulta philosophia, 1533.
- Arbatel de Magia Veterum, Basel, 1575.
- Heptameron, Lyon, 1600.
- Lemegeton Clavicula Salomonis, 1641.
- Sepher Raziel, Amsterdam, 1701.
- Grand Grimoire, Pariz, o.1750.
- Secrets merveilleux de la magie naturelle et cabalistique du petit Albert, Lyon, 1782.
- Grimorium Honorii, Rim, 1800.
- Clavicula Salomonis, (prijevod Mathersa), London, 1888.